# Walter Fontana
Walter Fontana (Abbiategrasso, 1957) è un umorista, sceneggiatore, scrittore, attore comico e autore italiano.

## Biografia
Diventa famoso negli anni novanta introducendo gli sketch di Mai dire Gol dell'imprenditore senza scrupoli Carcarlo Pravettoni (interpretato da Paolo Hendel), i filmati di "Supervero TV", parodia di Real TV, e gli speciali Verso Francia '98, dedicati al Mondiale alle porte. Nella stagione 1999 di Mai dire Gol, ha presentato il personaggio del Dottor Frattale, parodia dei consulenti aziendali che vendono a caro prezzo i loro consigli ai manager, stravolgendo religione, psicologia, filosofia zen e concetti economici occidentali.
Sempre per la Gialappa's, ha creato alcuni piccoli spazi comici nei loro programmi. Fontana ha partecipato a Tutti gli uomini del deficiente nel 2000 e ha contribuito alla stesura delle sceneggiature dei film con Aldo, Giovanni e Giacomo Chiedimi se sono felice, La leggenda di Al, John e Jack e Tu la conosci Claudia?, nonché della realizzazione di Mi fido di te con Ale e Franz.
Attualmente è uno degli autori del programma televisivo Che tempo che fa di e con Fabio Fazio.
È anche autore di alcuni libri satirici, tra cui L'uomo di marketing e la variante limone (Bompiani, 1995), Non ho problemi di comunicazione (Rizzoli, 2004), Visto che siete cani (Rizzoli, 2008) e Splendido visto da qui (Giunti Editore, 2014). È autore con il disegnatore Michele Tranquillini de La mappa (molto affollata) dei mondiali (De Agostini, 2010), uscita in concomitanza coi Mondiali 2010.